# Can Perot (Santa Pau)
Can Perot és una obra de Santa Pau (Garrotxa) inclosa a l'Inventari del Patrimoni Arquitectònic de Catalunya.

## Descripció
Can Perot és un gran casal situat al barri de Masnou, a la Vall de Sant Martí Vell. Disposa de planta baixa i dos pisos. Va ser bastida amb carreus molt ben escairats a obertures i angles. Avui conserva tot l'aspecte de l'època en què va ser construïda. Cal destacar tot l'aspecte de l'època en què va ésser construïda. Cal destacar la llinda de la porta principal: "MARTÍ FEXAS ME FECIT DIE/†/18 8RE DE 1779".

## Història
Gran part de les cases que formen el carrer del barri de Masnou varen ésser construïdes al segle xviii. Així la Llaurella, esmentada en una altra ocasió té a la barana de ferro forjat la data "1796". Can Lluent, conserva a la llinda d'una finestra la data: 1789. La construcció del barri de Masnou correspon cronològicament a l'ampliació de la vila de Santa Pau pels carrers del Pont, Sant Roc i una petita part del que avui és el carrer Major.